# Fundación de las Iglesias Patrimoniales de Chiloé
La Fundación de las Iglesias Patrimoniales de Chiloé (FIP) es una organización no gubernamental que se encarga de la protección, promoción y puesta en valor del Sitio Patrimonio de la Humanidad de las Iglesias de Chiloé declarado así por la UNESCO, es dirigida por un directorio, cuyo presidente es el Obispo de Ancud, Juan María Agurto Muñoz, perteneciente a la Orden de los Servitas. Actualmente su directora ejecutiva es Natalia Cruz Campos.

## Objetivos
Son objetivos de la institución todas las acciones que sean necesarias para la conservación, desarrollo y sustentabilidad del patrimonio religioso, histórico y cultural de Chiloé.
La Fundación es un ente técnico que ha supervisado la mayoría de las restauraciones de las diéseis iglesias patrimoniales de Chiloé y el Complejo ICA (ex Convento Inmaculada Concepción de Ancud), ubicado en calle Federico Errázuriz 227 de Ancud, sede de la Fundación.
En las dependencias del Complejo ICA se encuentra:
- Centro de Visitantes de la Ruta de la Iglesias, compuesto por un museo que narra el proceso de construcción y restauración de las 16 iglesias patrimonio de la humanidad y la tienda "Las Tejuelas", donde el visitante puede interiorizarse de aspectos de la Ruta y conseguir información y mapas.
- Administración, las oficinas del director ejecutivo, sala de arquitectura y sala de capacitación.

## Historia
En 1993, un fuerte temporal destruyó parte de la Iglesia Nuestra Señora de la Gracia en Villa Quinchao, lo que motivó a la creación de la Fundación de Amigos de las Iglesias de Chiloé, entidad preocupada de impulsar la puesta en valor y restauración de las iglesias patrimoniales. Este grupo estaba conformado en parte por académicos de la Universidad de Chile, entre los que se encontraban Hernán Montecinos Barrientos, Lorenzo Berg Costa, Luz María Vivar y Faydi Latif Triviño. Así, el 16 de julio de 1993, mediante decreto del obispo de Ancud de este tiempo, monseñor Juan Luis Ysern de Arce se creó la Fundación Cultural y Educacional Amigos de las Iglesias de Chiloé, antecesora de la FIP.

### Directores
- Hernán Presa Osorio
- Rodrigo León (2009)
- Cristián Larrère (2009-2016)
- Carlos Feijóo Guzmán (2016-2018)
- Patricio Álvarez Valenzuela (2019 - 2023)
- Natalia Cruz Campos (2023 - presente)